# Candomenipea enigmatica
Candomenipea enigmatica är en mossdjursart som beskrevs av Jean-Loup d'Hondt och Gordon 1996. Candomenipea enigmatica ingår i släktet Candomenipea och familjen Candidae. Inga underarter finns listade i Catalogue of Life.